# هيئة حفظ التونة الزرقاء الجنوبية ذات الزعانف

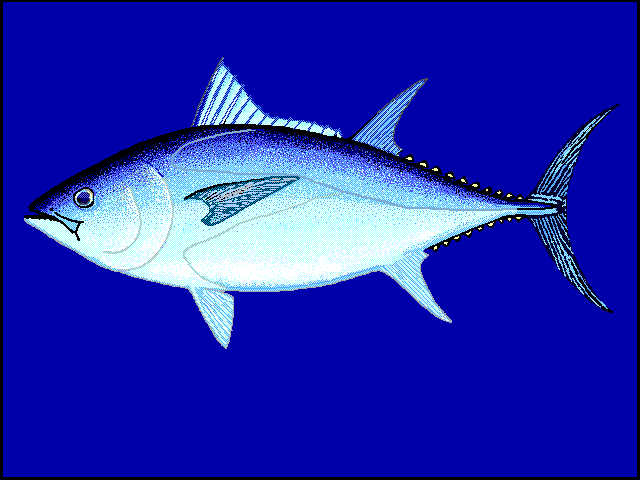
تونة زرقاء

هيئة حفظ التونة الزرقاء الجنوبية ذات الزعانف (CCSBT) هي منظمة إقليمية تابعة لإدارة مصايد الأسماك ومنظمة دولية تهدف من خلال الإدارة المناسبة، إلى الحفاظ والاستخدام الأمثل لأسماك التونة زرقاء الزعانف بالبحار الجنوبية المهددة بالانقراض.
يقع مقر الأمانة في كانبيرا، أستراليا. تم إنشاءها بموجب معاهدة دولية وقعت في كانبيرا في 10 مايو 1993 من قبل أستراليا واليابان ونيوزيلندا، مع بدء اللجنة بعد عام. على مر السنين انضمت دول إضافية.

## الدول الأعضاء
تكون العضوية على ثلاثة أنواع: أعضاء الهيئة، وأعضاء اللجنة الموسعة، وأعضاء غير شركاء:
| عضو              | انضم           | الحالة         | المرجع | ملاحظات                |
| ---------------- | -------------- | -------------- | ------ | ---------------------- |
| أستراليا         | 20 مايو 1994   | عضو            | [ 5 ]  | الدولة المضيفة         |
| نيوزيلندا        | 20 مايو 1994   | عضو            | [ 6 ]  |                        |
| اليابان          | 20 مايو 1994   | عضو            | [ 7 ]  | المستخدم الرئيسي ل BFT |
| كوريا الجنوبية   | 17 أكتوبر 2001 | عضو            | [ 8 ]  |                        |
| إندونيسيا        | 8 أبريل 2008   | عضو            |        |                        |
| تايوان           | 30 أغسطس 2002  | عمولة ممتدة    |        |                        |
| الفلبين          | 2 أغسطس 2004   | متعاون غير عضو |        |                        |
| جنوب إفريقيا     | 24 أغسطس 2006  | عضو            |        |                        |
| الاتحاد الأوروبي | 13 أكتوبر 2006 | عمولة ممتدة    |        |                        |

## روابط خارجية
- الموقع الرسمي